# Morti nel 2022/Luglio
| Questa pagina contiene informazioni ricavate automaticamente dalle voci biografiche con l'ausilio del template Bio e di un bot. L'aggiornamento è periodico e automatico e ricostruisce completamente la pagina. Se manca una persona in questa lista, sei pregato di non aggiungerla, ma accertati piuttosto che la sua voce biografica contenga il template Bio e che i dati anagrafici siano correttamente compilati. Se il template Bio manca, inseriscilo tu stesso o, in alternativa, metti l'avviso {{tmp\|Bio}} che ne segnala la mancanza. Se i dati riportati sono sbagliati, correggi direttamente la voce biografica; le modifiche saranno visibili in questa lista entro pochi giorni. Per chiarimenti vedi il progetto biografie. La lista contiene solo le 240 persone che sono citate nell'enciclopedia e per le quali è stato implementato correttamente il template Bio. Pagina aggiornata al 18 lug 2025. |

- 1º luglio - Carla Bazzanella, linguista italiana (n. 1947)
- 1º luglio - Irene Fargo, cantante e attrice teatrale italiana (n. 1962)
- 1º luglio - Joe Hatton, cestista portoricano (n. 1948)
- 1º luglio - Armands Krauliņš, allenatore di pallacanestro lettone (n. 1939)
- 1º luglio - Stanislav Leonovič, pattinatore artistico su ghiaccio sovietico (n. 1958)
- 1º luglio - Maurizio Pradeaux, regista e sceneggiatore italiano (n. 1931)
- 1º luglio - Richard Taruskin, musicologo e violoncellista statunitense (n. 1945)
- 2 luglio - Peter Brook, regista britannico (n. 1925)
- 2 luglio - Susana Dosamantes, attrice messicana (n. 1948)
- 2 luglio - Miguel Etchecolatz, poliziotto e criminale argentino (n. 1929)
- 2 luglio - Andy Goram, calciatore scozzese (n. 1964)
- 2 luglio - Laurent Noël, vescovo cattolico canadese (n. 1920)
- 2 luglio - Pino Reggiani, pittore italiano (n. 1937)
- 2 luglio - Saúl Rivero, calciatore uruguaiano (n. 1954)
- 2 luglio - Alarico Salaroli, attore e doppiatore italiano (n. 1940)
- 2 luglio - Alain de Cadenet, pilota automobilistico e conduttore televisivo britannico (n. 1945)
- 3 luglio - Chu Miu, cantante taiwanese (n. 1981)
- 3 luglio - Antonio Cripezzi, cantante e tastierista italiano (n. 1946)
- 3 luglio - Robert Curl, chimico statunitense (n. 1933)
- 3 luglio - Cristina Gazzera, conduttrice televisiva, showgirl e compositrice italiana (n. 1955)
- 3 luglio - Lennart Hjulström, attore e regista svedese (n. 1938)
- 3 luglio - Gerrit Korteweg, nuotatore olandese (n. 1937)
- 3 luglio - Charles Wesley Turnbull, politico statunitense (n. 1935)
- 4 luglio - Elena Bodnarenco, politica moldava (n. 1965)
- 4 luglio - Remco Campert, scrittore e poeta olandese (n. 1929)
- 4 luglio - Francesco Duzioni, calciatore e allenatore di calcio italiano (n. 1929)
- 4 luglio - Julij Andreevič Fajt, regista russo (n. 1937)
- 4 luglio - Miguel González Lázaro, cestista spagnolo (n. 1938)
- 4 luglio - Paolo Grossi, giurista e storico italiano (n. 1933)
- 4 luglio - Mona Hammond, attrice giamaicana (n. 1934)
- 4 luglio - Robert Hoffmann, attore austriaco (n. 1939)
- 4 luglio - Cláudio Hummes, cardinale, arcivescovo cattolico e teologo brasiliano (n. 1934)
- 4 luglio - Chrīstos Kefalos, cestista e allenatore di pallacanestro statunitense (n. 1945)
- 4 luglio - Janusz Kupcewicz, calciatore polacco (n. 1955)
- 4 luglio - Reanna Solomon, sollevatrice nauruana (n. 1981)
- 4 luglio - Kazuki Takahashi, fumettista giapponese (n. 1961)
- 4 luglio - László Tóth, cestista ungherese (n. 1931)
- 4 luglio - Randall White, antropologo canadese (n. 1952)
- 4 luglio - Aldo Claudio Zappalà, autore televisivo, regista e produttore televisivo italiano (n. 1952)
- 5 luglio - Arne Åhman, triplista e altista svedese (n. 1925)
- 5 luglio - Lisetta Carmi, fotografa italiana (n. 1924)
- 5 luglio - Manny Charlton, chitarrista britannico (n. 1941)
- 5 luglio - Alfred Koerppen, compositore tedesco (n. 1926)
- 5 luglio - Houston Stevenson, attore canadese (n. 1995)
- 5 luglio - Lenny von Dohlen, attore statunitense (n. 1958)
- 6 luglio - Antonello Antonante, attore, regista e direttore artistico italiano (n. 1947)
- 6 luglio - James Caan, attore statunitense (n. 1940)
- 6 luglio - František Chochola, medaglista, scultore e illustratore ceco (n. 1943)
- 6 luglio - Franco Dionesalvi, poeta, giornalista e drammaturgo italiano (n. 1956)
- 6 luglio - Antonio Pallante, terrorista italiano (n. 1923)
- 6 luglio - Arnaldo Pambianco, ciclista su strada italiano (n. 1935)
- 7 luglio - Pedro Ferrándiz, allenatore di pallacanestro spagnolo (n. 1928)
- 7 luglio - Gavril Grueff, astronomo e astrofisico italiano (n. 1942)
- 7 luglio - Jacob Nena, politico micronesiano (n. 1941)
- 7 luglio - Vieri Razzini, critico cinematografico, giornalista e scrittore italiano (n. 1940)
- 8 luglio - Shinzō Abe, politico giapponese (n. 1954)
- 8 luglio - Marta Aura, attrice messicana (n. 1939)
- 8 luglio - Luis Echeverría, politico messicano (n. 1922)
- 8 luglio - Hugh Evans, arbitro di pallacanestro e cestista statunitense (n. 1940)
- 8 luglio - Gregory Itzin, attore statunitense (n. 1948)
- 8 luglio - Angel Lagdameo, arcivescovo cattolico filippino (n. 1940)
- 8 luglio - Junior Magli, cantante italiano (n. 1944)
- 8 luglio - Fernando Pinillo, cestista panamense (n. 1959)
- 8 luglio - Tony Sirico, attore e criminale statunitense (n. 1942)
- 8 luglio - Larry Storch, attore e doppiatore statunitense (n. 1923)
- 8 luglio - Philip Walker, calciatore inglese (n. 1954)
- 8 luglio - José Eduardo dos Santos, politico, ingegnere e generale angolano (n. 1942)
- 9 luglio - Mino Di Bartolo, allenatore di pallanuoto italiano (n. 1926)
- 9 luglio - L.Q. Jones, attore, regista e produttore cinematografico statunitense (n. 1927)
- 9 luglio - Juan Roca, cestista cubano (n. 1950)
- 9 luglio - Ann Shulgin, scrittrice statunitense (n. 1931)
- 9 luglio - Barbara Thompson, sassofonista, flautista e compositrice britannica (n. 1944)
- 9 luglio - Bernard Toone, cestista statunitense (n. 1956)
- 9 luglio - András Törőcsik, calciatore ungherese (n. 1955)
- 10 luglio - Cho Jung-hyun, calciatore sudcoreano (n. 1969)
- 10 luglio - Fabio Contestabile, poeta e insegnante svizzero (n. 1954)
- 10 luglio - Ora Goldstein, atleta paralimpica, nuotatrice e cestista israeliana (n. 1944)
- 10 luglio - Ənvər Çingizoğlu, storico, giornalista e scrittore azero (n. 1962)
- 11 luglio - Víctor Benítez, calciatore peruviano (n. 1935)
- 11 luglio - Giacomo Di Napoli, aviatore e nuotatore italiano (n. 2002)
- 11 luglio - Natal'ja Dončenko, pattinatrice di velocità su ghiaccio sovietica (n. 1932)
- 11 luglio - Angelo Guglielmi, critico letterario, saggista e giornalista italiano (n. 1929)
- 11 luglio - José Guirao Cabrera, politico spagnolo (n. 1959)
- 11 luglio - Erik Hornung, egittologo lettone (n. 1933)
- 11 luglio - Monty Norman, musicista, compositore e cantante britannico (n. 1928)
- 11 luglio - Amedeo Ricucci, giornalista italiano (n. 1958)
- 11 luglio - Bruno Visentin, calciatore e allenatore di calcio italiano (n. 1936)
- 12 luglio - Tony Binarelli, illusionista e personaggio televisivo italiano (n. 1940)
- 12 luglio - Francisco Contreras, tennista messicano (n. 1934)
- 12 luglio - Pamela Eldred, modella statunitense (n. 1948)
- 12 luglio - Ivo Fürer, vescovo cattolico svizzero (n. 1930)
- 12 luglio - Mario Liberalato, calciatore italiano (n. 1937)
- 12 luglio - Noël Van Clooster, ciclista su strada e pistard belga (n. 1943)
- 13 luglio - Rashard Anderson, giocatore di football americano statunitense (n. 1977)
- 13 luglio - Mario Chella, politico italiano (n. 1934)
- 13 luglio - Dino Claudio, scrittore e poeta italiano (n. 1931)
- 13 luglio - Paola Gaiotti De Biase, politica italiana (n. 1927)
- 13 luglio - Elda Miers, cestista paraguaiana (n. 1936)
- 13 luglio - Igor' Gennad'evič Naumkin, scacchista russo (n. 1965)
- 13 luglio - Charlotte Valandrey, attrice, cantante e scrittrice francese (n. 1968)
- 13 luglio - Luigi Zaimbro, ciclista su strada italiano (n. 1936)
- 14 luglio - Jürgen Heinsch, calciatore e allenatore di calcio tedesco orientale (n. 1940)
- 14 luglio - Nikolaj Krogius, scacchista russo (n. 1930)
- 14 luglio - Germano Longo, attore e doppiatore italiano (n. 1933)
- 14 luglio - Tamar Metal, cestista, altista e lunghista israeliana (n. 1933)
- 14 luglio - Francisco Morales Bermúdez, generale e politico peruviano (n. 1921)
- 14 luglio - Eugenio Scalfari, giornalista, scrittore e politico italiano (n. 1924)
- 14 luglio - Ivana Trump, imprenditrice, personaggio televisivo e scrittrice ceca (n. 1949)
- 15 luglio - Francesco De Lucia, politico italiano (n. 1934)
- 15 luglio - Georgij Jarcev, allenatore di calcio e calciatore sovietico (n. 1948)
- 15 luglio - Aleksandr Kozlov, calciatore russo (n. 1993)
- 15 luglio - Pleun Strik, calciatore olandese (n. 1944)
- 16 luglio - Elly Appel, tennista olandese (n. 1952)
- 16 luglio - Herbert W. Franke, scrittore di fantascienza austriaco (n. 1927)
- 16 luglio - Ken Kennedy, rugbista a 15 e medico britannico (n. 1941)
- 16 luglio - Patrick Michaels, climatologo statunitense (n. 1950)
- 16 luglio - Gustavo Tolotti, cestista e allenatore di pallacanestro italiano (n. 1967)
- 16 luglio - Vira Vovk, scrittrice e poetessa ucraina (n. 1926)
- 17 luglio - Giorgio Canestri, politico italiano (n. 1934)
- 17 luglio - Ottavio Cinquanta, dirigente sportivo italiano (n. 1938)
- 17 luglio - Erden Kiral, regista e sceneggiatore turco (n. 1942)
- 17 luglio - Ennio Peres, enigmista italiano (n. 1945)
- 17 luglio - Francesco Rizzo, calciatore e dirigente sportivo italiano (n. 1943)
- 18 luglio - Rebecca Balding, attrice statunitense (n. 1948)
- 18 luglio - Egidio Caporello, vescovo cattolico italiano (n. 1931)
- 18 luglio - José Diéguez Reboredo, vescovo cattolico spagnolo (n. 1934)
- 18 luglio - Danièle Graule, cantante, attrice e modella francese (n. 1944)
- 18 luglio - Ezio Gribaudo, artista, editore e grafico italiano (n. 1929)
- 18 luglio - Larry Jeffrey, hockeista su ghiaccio canadese (n. 1940)
- 18 luglio - Claes Oldenburg, artista e scultore svedese (n. 1929)
- 19 luglio - Sandro Bajini, drammaturgo, traduttore e scrittore italiano (n. 1928)
- 19 luglio - Franco Frassoldati, calciatore italiano (n. 1946)
- 19 luglio - Michael Henderson, bassista e cantante statunitense (n. 1951)
- 19 luglio - Charles Johnson, giocatore di football americano statunitense (n. 1972)
- 19 luglio - Q Lazzarus, cantante statunitense (n. 1960)
- 19 luglio - Vanni Lòriga, militare, giornalista e scrittore italiano (n. 1927)
- 19 luglio - Vittorio Morace, armatore e dirigente sportivo italiano (n. 1941)
- 19 luglio - William Richert, regista e attore statunitense (n. 1942)
- 19 luglio - Wieland Wege, artista e pittore tedesco (n. 1934)
- 20 luglio - Barbara Breit, tennista statunitense (n. 1937)
- 20 luglio - Peter Anthony Inge, generale britannico (n. 1935)
- 20 luglio - Alan Kent, scrittore britannico (n. 1967)
- 20 luglio - Jolán Kleiber-Kontsek, discobolo e pesista ungherese (n. 1939)
- 20 luglio - Bernard Labourdette, ciclista su strada francese (n. 1946)
- 20 luglio - Luciano Nizzola, dirigente sportivo e avvocato italiano (n. 1933)
- 20 luglio - Luis Omedes, slittinista e canottiere spagnolo (n. 1938)
- 20 luglio - Giuliana Rivera, attrice e doppiatrice italiana (n. 1928)
- 20 luglio - Judith Stamm, giurista e politica svizzera (n. 1934)
- 21 luglio - Taurean Blacque, attore statunitense (n. 1940)
- 21 luglio - Milan Dvořák, calciatore cecoslovacco (n. 1934)
- 21 luglio - Johnny Egan, cestista e allenatore di pallacanestro statunitense (n. 1939)
- 21 luglio - Alan Grant, fumettista britannico (n. 1949)
- 21 luglio - Paddy Hopkirk, pilota automobilistico britannico (n. 1933)
- 21 luglio - Jim Lynch, giocatore di football americano statunitense (n. 1945)
- 21 luglio - Giancarlo Sarti, cestista e dirigente sportivo italiano (n. 1936)
- 21 luglio - Jörg Schmidt, canoista tedesco (n. 1961)
- 21 luglio - Uwe Seeler, calciatore e dirigente sportivo tedesco (n. 1936)
- 21 luglio - Luca Serianni, linguista e italianista italiano (n. 1947)
- 21 luglio - Rodney Stark, sociologo e scrittore statunitense (n. 1934)
- 22 luglio - Hans Bangerter, dirigente sportivo svizzero (n. 1924)
- 22 luglio - Robert Boutigny, canoista francese (n. 1927)
- 22 luglio - Brigantony, cantautore italiano (n. 1948)
- 22 luglio - Carla Cassola, attrice e doppiatrice italiana (n. 1947)
- 22 luglio - Peter Lübeke, calciatore tedesco (n. 1952)
- 22 luglio - Mario Pappagallo, giornalista e scrittore italiano (n. 1954)
- 22 luglio - Enzo Riccomini, allenatore di calcio e calciatore italiano (n. 1934)
- 22 luglio - Stefan Soltész, direttore d'orchestra austriaco (n. 1949)
- 22 luglio - Aleksej Vdovin, pallanuotista sovietico (n. 1963)
- 22 luglio - Stuart Woods, scrittore statunitense (n. 1938)
- 23 luglio - Francesco Ferro Milone, neurologo, neuroscienziato e chirurgo italiano (n. 1926)
- 23 luglio - Diane Hegarty, esoterista statunitense (n. 1942)
- 23 luglio - Giuseppe Lo Duca, pallamanista, allenatore di pallamano e dirigente sportivo italiano (n. 1943)
- 23 luglio - Franco Polcri, storico e archivista italiano (n. 1938)
- 23 luglio - Bob Rafelson, regista, produttore cinematografico e sceneggiatore statunitense (n. 1933)
- 23 luglio - Roland Sabatier, pittore e scrittore francese (n. 1942)
- 23 luglio - Zayar Thaw, musicista e politico birmano (n. 1981)
- 24 luglio - Janina Altman, chimica e scrittrice polacca (n. 1931)
- 24 luglio - Paolo Dall'Oro, calciatore italiano (n. 1956)
- 24 luglio - Joseph Dan, teologo e filosofo ungherese (n. 1935)
- 24 luglio - Vittorio De Scalzi, cantante, polistrumentista e compositore italiano (n. 1949)
- 24 luglio - József Pálinkás, allenatore di pallacanestro ungherese (n. 1951)
- 24 luglio - David Warner, attore britannico (n. 1941)
- 24 luglio - Franco Zucca, doppiatore, attore teatrale e direttore del doppiaggio italiano (n. 1952)
- 25 luglio - Giancarlo Cardini, pianista e compositore italiano (n. 1940)
- 25 luglio - Irina Ionesco, fotografa francese (n. 1930)
- 25 luglio - Yōko Shimada, attrice giapponese (n. 1953)
- 25 luglio - Knuts Skujenieks, poeta, giornalista e traduttore lettone (n. 1936)
- 25 luglio - Paul Sorvino, attore e regista statunitense (n. 1939)
- 25 luglio - Milenko Stefanović, clarinettista serbo (n. 1930)
- 25 luglio - David Trimble, politico britannico (n. 1944)
- 26 luglio - Aldo Brancati, fisiologo e politico italiano (n. 1936)
- 26 luglio - Bruno Foresti, arcivescovo cattolico italiano (n. 1923)
- 26 luglio - Anne-Marie Garat, scrittrice francese (n. 1946)
- 26 luglio - Oleksandr Kukurba, aviatore e militare ucraino (n. 1994)
- 26 luglio - Mike Logan, tastierista, cantante e compositore britannico (n. 1947)
- 26 luglio - James Lovelock, chimico britannico (n. 1919)
- 26 luglio - Giorgio Oppi, politico italiano (n. 1940)
- 26 luglio - Uri Orlev, scrittore israeliano (n. 1931)
- 26 luglio - Aldo Pastore, politico italiano (n. 1930)
- 26 luglio - Marit Paulsen, politica svedese (n. 1939)
- 26 luglio - Giovanni Pérez, calciatore venezuelano (n. 1974)
- 26 luglio - Jean Westwood, danzatrice su ghiaccio britannica (n. 1931)
- 27 luglio - Mary Alice, attrice statunitense (n. 1936)
- 27 luglio - Antonio Casagrande, attore italiano (n. 1931)
- 27 luglio - Elizaveta Dement'eva, canoista sovietica (n. 1928)
- 27 luglio - Tony Dow, attore, regista televisivo e produttore televisivo statunitense (n. 1945)
- 27 luglio - Taty Mbungu, calciatore della Repubblica Democratica del Congo (n. 1954)
- 27 luglio - Ernesto Ornati, scultore, pittore e incisore italiano (n. 1932)
- 27 luglio - Les Rothman, cestista e giocatore di baseball statunitense (n. 1926)
- 27 luglio - JayDaYoungan, rapper statunitense (n. 1998)
- 27 luglio - Celina Seghi, sciatrice alpina italiana (n. 1920)
- 28 luglio - Franco Casalini, allenatore di pallacanestro italiano (n. 1952)
- 28 luglio - Pietro Citati, scrittore, saggista e critico letterario italiano (n. 1930)
- 28 luglio - Bernard Cribbins, attore britannico (n. 1928)
- 28 luglio - Orlando Cristoforetti, liutista italiano (n. 1940)
- 28 luglio - József Kardos, calciatore ungherese (n. 1960)
- 28 luglio - Terry Neill, calciatore e allenatore di calcio nordirlandese (n. 1942)
- 28 luglio - Franco Panizza, calciatore e allenatore di calcio italiano (n. 1948)
- 28 luglio - Hichem Rostom, attore tunisino (n. 1947)
- 28 luglio - Péter Szőke, tennista ungherese (n. 1947)
- 29 luglio - Armenia Balducci, sceneggiatrice, attrice e regista italiana (n. 1937)
- 29 luglio - Jean Bobet, ciclista su strada francese (n. 1930)
- 29 luglio - Margot Eskens, cantante e attrice tedesca (n. 1936)
- 29 luglio - Ralph Lombardo, mafioso statunitense (n. 1930)
- 29 luglio - Roberto Nobile, attore italiano (n. 1947)
- 30 luglio - Pat Carroll, attrice statunitense (n. 1927)
- 30 luglio - Vincenzo Foglia, fantino italiano (n. 1948)
- 30 luglio - Kiyoshi Kobayashi, doppiatore giapponese (n. 1933)
- 30 luglio - Nichelle Nichols, attrice, cantante e ballerina statunitense (n. 1932)
- 30 luglio - Sofía Rojas, supercentenaria colombiana (n. 1907)
- 31 luglio - Vadim Viktorovič Bakatin, politico sovietico (n. 1937)
- 31 luglio - Mauro Chessa, pittore italiano (n. 1933)
- 31 luglio - Hartmut Heidemann, calciatore tedesco (n. 1941)
- 31 luglio - Hubertus Leteng, vescovo cattolico indonesiano (n. 1959)
- 31 luglio - John Mackin, calciatore scozzese (n. 1943)
- 31 luglio - Ayman al-Zawahiri, terrorista egiziano (n. 1951)
- 31 luglio - Fidel V. Ramos, politico e generale filippino (n. 1928)
- 31 luglio - Bill Russell, cestista, allenatore di pallacanestro e dirigente sportivo statunitense (n. 1934)
- 31 luglio - Valero Serer, calciatore spagnolo (n. 1932)
- 31 luglio - John Steiner, attore britannico (n. 1941)